# Stefanoberyksokształtne
Stefanoberyksokształtne (Stephanoberyciformes) – rząd morskich, głównie głębokowodnych ryb promieniopłetwych z nadrzędu kolcopłetwych (Acanthopterygii), blisko spokrewnionych z beryksokształtnymi (Beryciformes).

## Cechy charakterystyczne
- ciało zaokrąglone o barwie czarnej lub czerwonej,
- kości czaszki wyjątkowo cienkie,
- brak zębów.

## Systematyka
Systematyka tej grupy ryb jest nadal dyskutowana. Nelson (2006) w oparciu o prace Johnsona i Pattersona (1993) wyróżnia dwie nadrodziny:
- Cetomimoidea – wielorybinkopodobne,
- Stephanoberycoidea – stefanoberyksopodobne,

do których zalicza 75 opisanych oraz wiele jeszcze nieopisanych naukowo gatunków. Badania DNA stawiają pod znakiem zapytania tak szeroko definiowane Stephanoberyciformes.
Taksonomowie wysuwali również inne propozycje, np. Moore (1993) – połączenie Stephanoberyciformes i kilku rodzin z Beryciformes (beryksokształtne) w rzędzie Trachichthyiformes. Wielu autorów uznaje Cetomimoidea jako odrębny rząd Cetomimiformes (wielorybinkokształtne).